# Besbre
Die Besbre [bɛbʁ] ist ein Fluss in der französischen Region Auvergne-Rhône-Alpes, der großteils im Département Allier verläuft. Nur ein kurzes Stück berührt sie auch das benachbarte Département Loire. Die Besbre entspringt im Gemeindegebiet von Lavoine, entwässert generell Richtung Nord und mündet nach rund 106 Kilometern im Gemeindegebiet von Diou als linker Nebenfluss in die Loire. Kurz vor der Mündung unterquert die Besbre den Canal latéral à la Loire. Von hier bis zur Stadt Dompierre-sur-Besbre verläuft parallel zum Fluss ein Stichkanal, der auch mit Schiffen befahren werden kann.

## Orte am Fluss

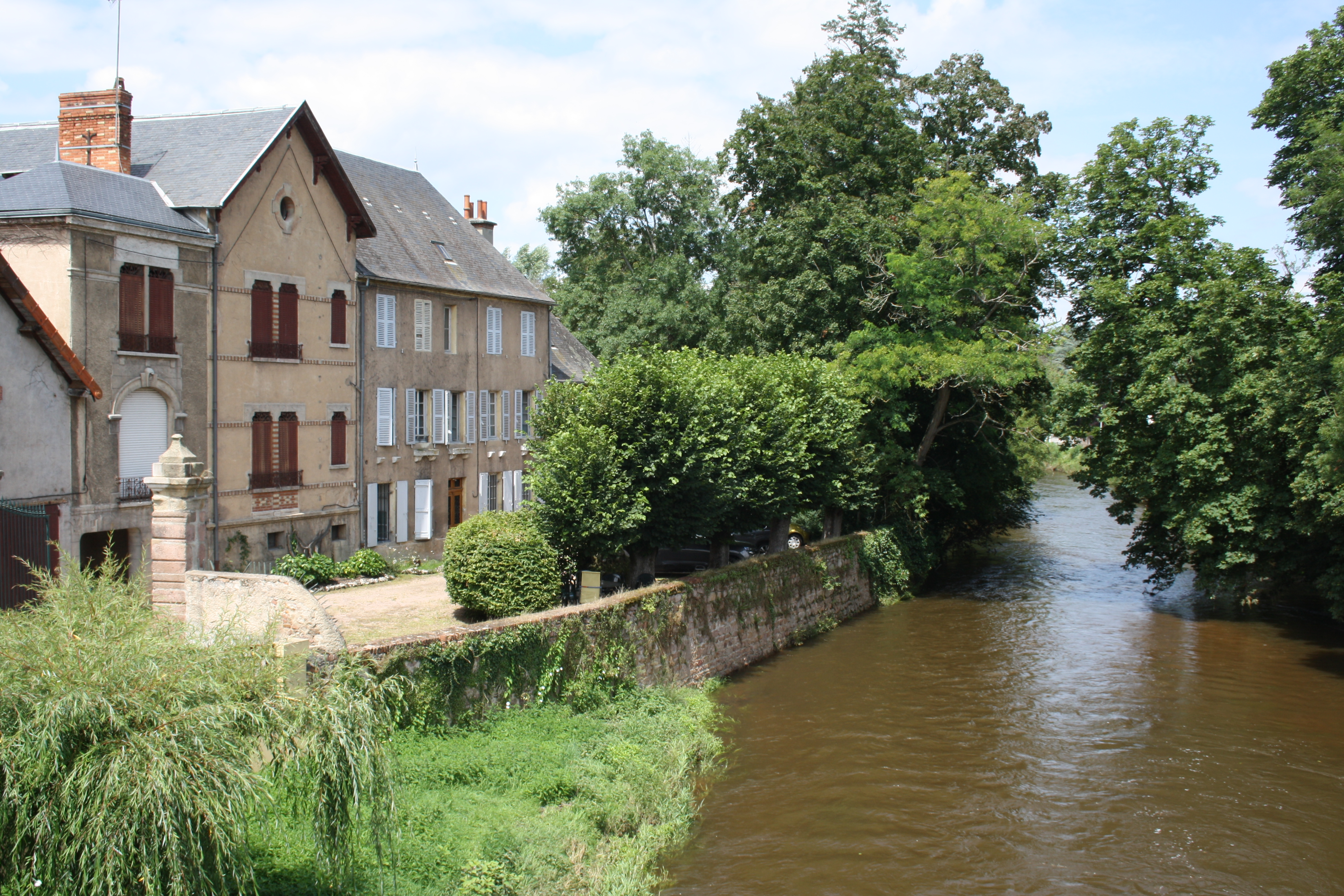
Die Besbre in Lapalisse

- Saint-Priest-la-Prugne
- Saint-Clément
- Le Breuil
- Lapalisse
- Trézelles
- Jaligny-sur-Besbre
- Vaumas
- Saint-Pourçain-sur-Besbre
- Dompierre-sur-Besbre